# Colombiaans voetbalelftal in 2010
Het Colombiaans voetbalelftal speelde in totaal acht officiële interlands in het jaar 2010, alle vriendschappelijk. De ploeg stond onder leiding van Hernán Darío Gómez , de opvolger van de in 2009 opgestapte Eduardo Lara. Die laatste had Los Cafeteros niet naar de WK-eindronde 2010 weten te leiden. Op de in 1993 geïntroduceerde FIFA-wereldranglijst zakte Colombia in 2010 van de 39ste (januari 2010) naar de 48ste plaats (december 2010).

## Balans
| Wedstrijden | Wedstrijden | Wedstrijden | Wedstrijden | Doelpunten | Doelpunten | Doelpunten | Punten |
| Gespeeld    | Winst       | Gelijk      | Verlies     | Voor       | Tegen      | Saldo      | Punten |
| ----------- | ----------- | ----------- | ----------- | ---------- | ---------- | ---------- | ------ |
| 8           | 2           | 4           | 2           | 7          | 6          | +1         | 1.000  |

## Interlands
|                                                   |                                                  |       |                            | |
| 27 mei Vriendschappelijk № 464 «onderlinge duels» | Zuid-Afrika                                      | 2 – 1 | Colombia                   | First National Bank Stadium, Johannesburg Toeschouwers: 76.000 Scheidsrechter: Langat Samwel Kipngetich (KEN) |
| 27 mei Vriendschappelijk № 464 «onderlinge duels» | Teko Modise 16' (pen.) Katlego Mphela 58' (pen.) |       | 19' (pen.) Giovanni Moreno | First National Bank Stadium, Johannesburg Toeschouwers: 76.000 Scheidsrechter: Langat Samwel Kipngetich (KEN) |

|                                                   |                   |       |                   |                                                                                        |
| 30 mei Vriendschappelijk № 465 «onderlinge duels» | Nigeria           | 1 – 1 | Colombia          | Stadium:mk, Milton Keynes Toeschouwers: onbekend Scheidsrechter: Martin Atkinson (ENG) |
| 30 mei Vriendschappelijk № 465 «onderlinge duels» | Lukman Haruna 70' |       | 29' Carlos Valdés | Stadium:mk, Milton Keynes Toeschouwers: onbekend Scheidsrechter: Martin Atkinson (ENG) |

|                                                        |                     |       |                  |                                                                                         |
| 11 augustus Vriendschappelijk № 466 «onderlinge duels» | Bolivia             | 1 – 1 | Colombia         | Estadio Hernando Siles, La Paz Toeschouwers: 4.000 Scheidsrechter: Gabriel Favale (ARG) |
| 11 augustus Vriendschappelijk № 466 «onderlinge duels» | Roberto Galindo 64' |       | 40' Carlos Bacca | Estadio Hernando Siles, La Paz Toeschouwers: 4.000 Scheidsrechter: Gabriel Favale (ARG) |

|                                                        |           |                                    |          |                                                                                                 |
| 3 september Vriendschappelijk № 467 «onderlinge duels» | Venezuela | 0 – 2                              | Colombia | José Antonio Anzoátegui, Puerto Ordaz Toeschouwers: 30.000 Scheidsrechter: Roberto Moreno (PAN) |
| 3 september Vriendschappelijk № 467 «onderlinge duels» |           | 17' Juan Cuadrado 66' Dayro Moreno |          | José Antonio Anzoátegui, Puerto Ordaz Toeschouwers: 30.000 Scheidsrechter: Roberto Moreno (PAN) |

|                                                                  |                     |       |          |                                                                                          |
| 7 september Vriendschappelijk № 468 «onderlinge duels» 21:00 uur | Mexico              | 1 – 0 | Colombia | Estadio Universitario, Monterrey Toeschouwers: 43.000 Scheidsrechter: José Benigno (HON) |
| 7 september Vriendschappelijk № 468 «onderlinge duels» 21:00 uur | Elias Hernández 89' |       |          | Estadio Universitario, Monterrey Toeschouwers: 43.000 Scheidsrechter: José Benigno (HON) |

|                                                      |         |                    |          |                                                                                   |
| 8 oktober Vriendschappelijk № 469 «onderlinge duels» | Ecuador | 0 – 1              | Colombia | Red Bull Arena, Harrison Toeschouwers: 25.000 Scheidsrechter: Andrew Chapin (USA) |
| 8 oktober Vriendschappelijk № 469 «onderlinge duels» |         | 88' Radamel Falcao |          | Red Bull Arena, Harrison Toeschouwers: 25.000 Scheidsrechter: Andrew Chapin (USA) |

|                                                       |                  |       |          |                                                                            |
| 12 oktober Vriendschappelijk № 470 «onderlinge duels» | Verenigde Staten | 0 – 0 | Colombia | PPL Park, Chester Toeschouwers: 8.823 Scheidsrechter: Roberto García (MEX) |
| 12 oktober Vriendschappelijk № 470 «onderlinge duels» |                  |       |          | PPL Park, Chester Toeschouwers: 8.823 Scheidsrechter: Roberto García (MEX) |

|                                                        |                |       |                  |                                                                                  |
| 17 november Vriendschappelijk № 471 «onderlinge duels» | Colombia       | 1 – 1 | Peru             | Estadio El Campín, Bogotá Toeschouwers: 6.900 Scheidsrechter: Saul Laverni (ARG) |
| 17 november Vriendschappelijk № 471 «onderlinge duels» | Luis Núñez 74' |       | 32' Luis Ramírez | Estadio El Campín, Bogotá Toeschouwers: 6.900 Scheidsrechter: Saul Laverni (ARG) |

## FIFA-wereldranglijst
| JAN | FEB | MAR | APR | MEI | JUN | JUL | AUG | SEP | OKT | NOV | DEC |
| --- | --- | --- | --- | --- | --- | --- | --- | --- | --- | --- | --- |
| 39  | 39  | 39  | 34  | 35  | 35  | 39  | 36  | 40  | 46  | 47  | 48  |

## Statistieken
| David Ospina           | 1988-08-31 | OGC Nice               | 5 | 0 | 0 | 15 | 0 |
| Bréiner Castillo       | 1978-05-05 | Independiente Medellín | 2 | 0 | 0 | 4  | 0 |
| Faryd Mondragón        | 1971-06-21 | 1. FC Köln             | 1 | 0 | 0 | 45 | 0 |
| Verdediging            |            |                        |   |   |   |    |   |
| Mario Yepes            | 1976-01-13 | AC Milan               | 6 | 0 | 0 | 74 | 4 |
| Juan David Valencia    | 1986-01-15 | Independiente Medellín | 3 | 1 | 0 | 4  | 0 |
| Carlos Valdés          | 1985-05-22 | Independiente Santa Fe | 3 | 0 | 1 | 4  | 1 |
| Luis Núñez             | 1983-12-10 | Once Caldas            | 2 | 0 | 1 | 5  | 1 |
| Iván Córdoba           | 1976-08-11 | Inter Milaan           | 2 | 0 | 0 | 73 | 5 |
| Iván Vélez             | 1984-08-16 | CA Independiente       | 2 | 0 | 0 | 3  | 0 |
| Cristián Zapata        | 1986-09-30 | Udinese Calcio         | 1 | 1 | 0 | 14 | 0 |
| Aquivaldo Mosquera     | 1981-06-22 | Club América           | 1 | 0 | 0 | 18 | 1 |
| Luis Amaranto Perea    | 1979-01-30 | Atlético Madrid        | 1 | 0 | 0 | 50 | 0 |
| Jhonnier González      | 1982-07-02 | Independiente Santa Fe | 1 | 0 | 0 | 1  | 0 |
| Alexis Henriquez       | 1983-01-02 | Once Caldas            | 1 | 0 | 0 | 5  | 0 |
| Sergio Otálvaro        | 1986-12-10 | Independiente Santa Fe | 1 | 0 | 0 | 1  | 0 |
| Middenveld             |            |                        |   |   |   |    |   |
| Giovanni Moreno        | 1986-07-01 | Racing Club            | 7 | 0 | 1 | 13 | 3 |
| Jhon Viáfara           | 1978-10-27 | La Equidad             | 6 | 0 | 0 | 43 | 1 |
| Juan Camilo Zúñiga     | 1985-12-14 | SSC Napoli             | 5 | 0 | 0 | 26 | 0 |
| John Javier Restrepo   | 1977-08-22 | Independiente Medellín | 5 | 0 | 0 | 38 | 2 |
| Pablo Armero           | 1986-11-02 | Udinese Calcio         | 3 | 1 | 0 | 18 | 0 |
| Abel Aguilar           | 1985-01-06 | Hércules CF            | 2 | 0 | 0 | 22 | 0 |
| Cristian Marrugo       | 1985-07-18 | Deportes Tolima        | 2 | 0 | 0 | 7  | 0 |
| Yulián Anchico         | 1984-05-28 | CF Pachuca             | 1 | 5 | 0 | 29 | 1 |
| Jhon Valencia          | 1982-03-27 | Once Caldas            | 1 | 4 | 0 | 5  | 0 |
| Juan Cuadrado          | 1988-05-26 | Udinese Calcio         | 1 | 3 | 1 | 4  | 1 |
| Fredy Guarín           | 1986-06-30 | FC Porto               | 1 | 0 | 0 | 25 | 0 |
| Luis Carlos Arias      | 1985-01-13 | Toluca FC              | 1 | 0 | 0 | 1  | 0 |
| Diego Chará            | 1986-04-05 | Deportes Tolima        | 1 | 0 | 0 | 1  | 0 |
| Giovanni Hernández     | 1976-06-16 | Atlético Junior        | 1 | 0 | 0 | 46 | 5 |
| César Arias            | 1988-04-02 | Cúcuta Deportivo       | 0 | 1 | 0 | 1  | 0 |
| Rafael Robayo          | 1984-04-24 | Millonarios            | 0 | 1 | 0 | 1  | 0 |
| Aanval                 |            |                        |   |   |   |    |   |
| Adrián Ramos           | 1986-01-22 | Hertha BSC             | 4 | 2 | 0 | 13 | 1 |
| Radamel Falcao         | 1986-02-10 | FC Porto               | 3 | 1 | 1 | 26 | 6 |
| Victor Ibarbo          | 1990-05-19 | Atlético Nacional      | 3 | 1 | 0 | 4  | 0 |
| Jackson Martínez       | 1986-10-03 | Jaguares de Chiapas    | 3 | 0 | 0 | 8  | 3 |
| Dayro Moreno           | 1985-09-16 | Once Caldas            | 2 | 4 | 1 | 15 | 0 |
| Hugo Rodallega         | 1985-07-25 | Wigan Athletic         | 2 | 2 | 0 | 35 | 8 |
| Teófilo Gutiérrez      | 1985-05-27 | Racing Club            | 1 | 1 | 0 | 8  | 2 |
| Carlos Bacca           | 1986-09-08 | Atlético Junior        | 1 | 0 | 1 | 1  | 1 |
| Dorlan Pabón           | 1988-01-24 | Atlético Nacional      | 0 | 4 | 0 | 8  | 0 |
| Carlos Darwin Quintero | 1987-09-19 | Santos Laguna          | 0 | 2 | 0 | 11 | 1 |
| Fernando Uribe         | 1988-01-01 | Chievo Verona          | 0 | 2 | 0 | 2  | 0 |

Colfútbol · A-internationals · Selecties · Statistieken · Bondscoaches · Colombiaans vrouwenelftal · Olympisch elftal · Colombia U20 · Colombia U17
1938 – 1949 ·
1950 – 1959 ·
1960 – 1969 ·
1970 – 1979 ·
1980 – 1989 ·
1990 – 1999 ·
2000 – 2009 ·
2010 – 2019 ·
2020 – 2029
WK 1962 · 
WK 1990 · 
WK 1994 · 
WK 1998 · 
WK 2014 · 
WK 2018
OS 1968 · 
OS 1972 · 
OS 1980 · 
OS 1992 · 
OS 2016
1938 · 
1939 · 1940 · 1941 · 1942 · 1943 · 1944 · 
1946 · 
1947 · 
1948 · 
1949 · 
1950 · 1951 · 1952 · 1953 · 1954 · 1955 · 1956 · 
1957 · 
1958 · 1959 · 1960 · 
1961 · 
1962 · 
1963 · 
1964 · 
1965 · 
1966 · 
1967 · 
1968 · 
1969 · 
1970 · 
1971 · 
1972 · 
1973 · 
1974 · 
1975 · 
1976 · 
1977 · 
1978 · 
1979 · 
1980 · 
1981 · 
1982 · 
1983 · 
1984 · 
1985 · 
1986 · 
1987 · 
1988 · 
1989 · 
1990 ·
1991 · 
1992 · 
1993 · 
1994 · 
1995 · 
1996 · 
1997 · 
1998 · 
1999 · 
2000 · 
2001 · 
2002 · 
2003 · 
2004 · 
2005 · 
2006 · 
2007 · 
2008 · 
2009 · 
2010 · 
2011 · 
2012 · 
2013 · 
2014 · 
2015 · 
2016 · 
2017 ·
2018 ·
2019 ·
2020 ·
2021
Algerije ·
Argentinië ·
Australië ·
Bahrein ·
België ·
Bolivia · 
Brazilië ·
Canada ·
Chili ·
China · 
Costa Rica ·
Cuba ·
DDR ·
Duitsland ·
Ecuador ·
Egypte ·
El Salvador ·
Engeland ·
Finland ·
Frankrijk ·
Griekenland ·
Guatemala · 
Haïti ·
Honduras ·
Hongarije ·
Hongkong ·
Ierland ·
Irak ·
Israël ·
Ivoorkust ·
Jamaica ·
Japan ·
Joegoslavië ·
Jordanië ·
Kameroen ·
Koeweit · 
Liberia · 
Marokko ·
Mexico ·
Montenegro ·
Nederland ·
Nederlandse Antillen ·
Nicaragua ·
Nieuw-Zeeland · 
Nigeria ·
Noord-Ierland ·
Noorwegen ·
Panama ·
Paraguay ·
Peru ·
Polen ·
Puerto Rico ·
Qatar ·
Roemenië ·
Saoedi-Arabië ·
Schotland ·
Senegal ·
Servië ·
Slovenië ·
Slowakije ·
Sovjet-Unie ·
Spanje ·
Trinidad en Tobago ·
Tsjecho-Slowakije ·
Tunesië · 
Turkije · 
Uruguay ·
Venezuela ·
Verenigde Arabische Emiraten · 
Verenigde Staten ·
Zuid-Afrika ·
Zuid-Korea ·
Zweden ·
Zwitserland
Brazilië (2014) ·
Engeland (2018) ·
Griekenland (2014) ·
Ivoorkust (2014) ·
Japan (2014) ·
Japan (2018) ·
Polen (2018) ·
Senegal (2018) ·
Uruguay (2014)